# 三陸沖北部地震

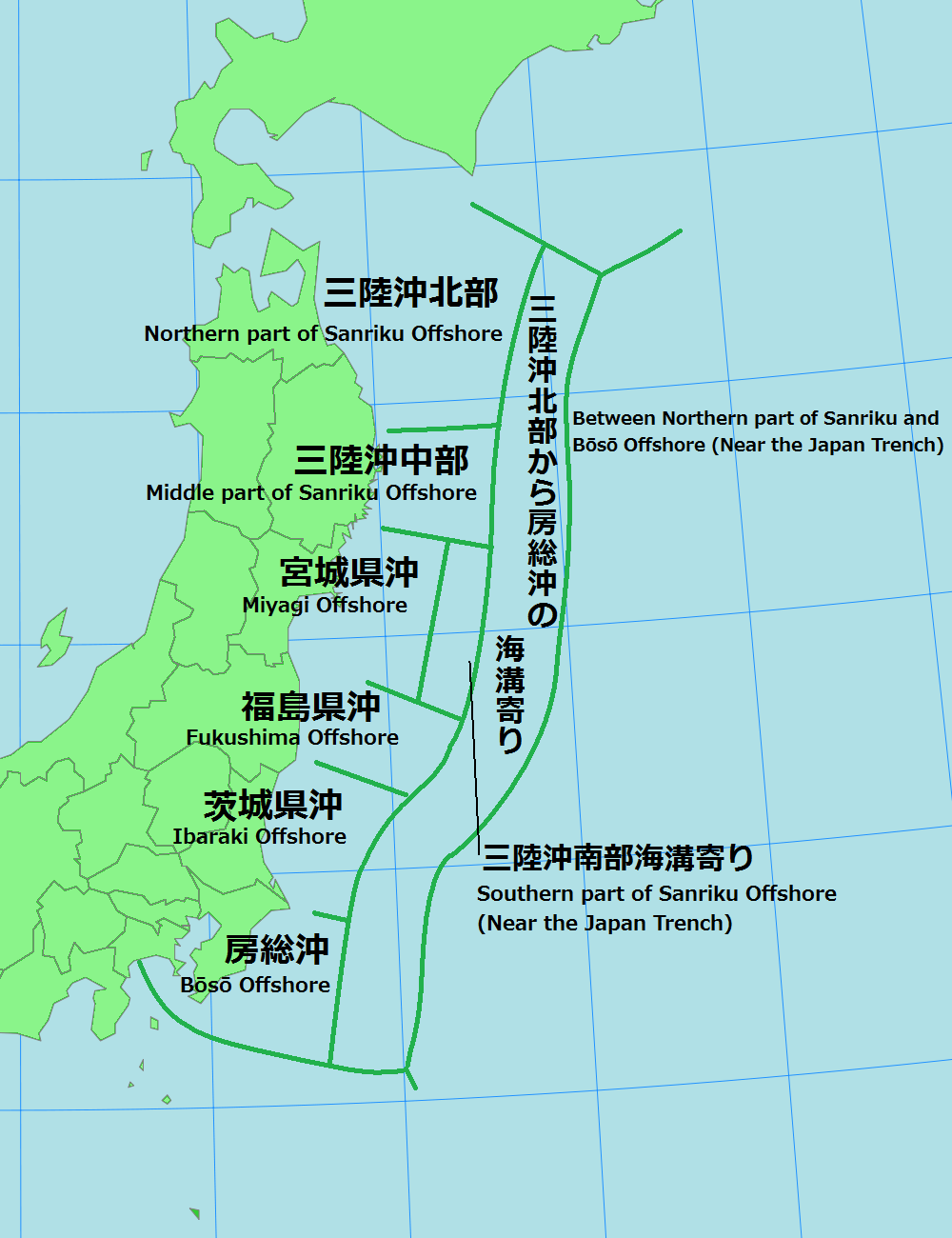
地震調査委員会による分類の地図。三陸沖北部地震は日本海溝の北端、岩手県北部沖から青森県東方沖までを震源域として発生する。

三陸沖北部地震（さんりくおきほくぶじしん）とは、日本海溝を震源域とする地震のうち、おおむね岩手県宮古市田老沖から北、千島海溝接続部までを震源域とする地震。過去に十勝沖地震と命名された地震や、八戸沖地震と呼ばれるものも含む。地震の規模はM8.0前後と推定され、1677年、1763年、1856年、1968年と17世紀以降4回発生したと考えられる。このほか、三陸沖北部ではM7.1 - M7.6程度の一回り小さい地震が場所を問わず何度か発生している。

## 発生要因
日本海溝では北アメリカプレートに対して太平洋プレートが北西に沈み込んでいる。三陸沖北部地震は、このプレートの沈み込みによって引き起こされる海溝型地震の一つである。地震調査委員会は日本海溝海域を「三陸沖北部」「三陸沖中部」「宮城県沖」「三陸沖南部海溝寄り」「福島県沖」「茨城県沖」「房総沖」「三陸沖北部から房総沖の海溝寄り」と分類を行い、地震の予測に対する評価を行っている。

### 三陸沖北部のアスペリティ
1968年、1989年、1994年に発生した地震（三陸はるか沖地震も含む）により破壊された領域を詳細に分析した結果、"A","B","C"3つのアスペリティがあり、1968年の地震ではABC の全てが破壊、1989年の地震ではCのみが破壊、1994年の地震ではBのみが破壊されていた。

## 主な地震
1968年の地震は十勝沖地震と命名されたものの震源域は十勝沖とは異なり、青森県東方沖（三陸沖北部）を震源として発生している。また、1677年、1763年、1856年に発生した八戸の地震もこれに類似するものと推定されている。
以下の発震日時は日本標準時、括弧内はグレゴリオ暦に基づく。

### 1677年
延宝5年3月12日戌刻（1677年4月13日20時頃）発生。M 8.0、震央は北緯35度30分 東経142度00分 / 北緯35.5度 東経142.0度。『延宝日記』、『八戸藩史稿』、『三陸沿岸海嘯史』などに記録がある。八戸・盛岡で家屋破損の被害があった。三陸海岸に津波があり、波高3-5mで宮古で35戸の家屋流失があった。
約7ヶ月後の延宝5年10月9日（1677年11月4日）には房総沖でも大地震が、約1年半後の延宝6年8月17日（1678年10月2日）には陸中・出羽で地震が発生した。

### 1763年
宝暦12年12月16日申刻（1763年1月29日16時頃）発生。M 7.4、震央は北緯41度00分 東経142度18分 / 北緯41.0度 東経142.3度。『宝暦年中八戸御領大地震并洪水略記』、『八戸藩史稿』などに記録がある。八戸で大橋が落下、種市で堤防や橋が破損した。函館でも強く感じ、佐渡や江戸でも有感であった。津波は八戸・久慈で4-5m。
地震活動は活発な状態が続き、宝暦13年1月27日（1763年3月11日）の余震（M 7.3）は八戸では本震より多くの家が倒壊し、津波もあった。また、この余震の4日後の2月1日（3月15日）にもM 7.0程度の余震が発生し、八戸で城の塀が倒れるなどの被害が発生した。

### 1856年
安政3年7月23日午刻（1856年8月23日12時頃）発生。M 7.5、震央は北緯41度00分 東経142度18分 / 北緯41.0度 東経142.3度。『時風録』などに記録がある。7月19日に3回、20日に2回、23日に3回の前震があった。八戸で家屋倒壊の被害があり、三戸・五戸・七戸・野辺地・田名部・青森でも潰家があった。
津波が北海道から三陸海岸を襲い、波高は野田6m、大槌5m、田の浜17尺（5.1m）、小本12-15尺（3.6-4.5m）、綾里5-10尺（1.5-3m）であった。
八戸や宮古で家屋が流失、函館で浸水、浦河では船が沈没した。
この地震の約2年前の安政元年閏7月5日（1854年8月28日）にM 6.5程度の地震が発生し、八戸と三戸で被害が発生していた。また、2年後の安政5年5月28日（1858年7月8日）にM 7.3程度の地震が発生し、八戸と三戸で被害が発生している。

### 1968年（昭和43年）
1968年十勝沖地震と命名されたが、この地震の震源域はいわゆる“十勝沖地震”とは異なり、地震調査研究推進本部の分類における「三陸沖北部地震」に該当する。

## 東北地方太平洋沖地震の余震
2011年3月11日に発生した東北地方太平洋沖地震（東日本大震災）の震源域には、三陸沖の北部も含まれる。本震以降、三陸沖の北部でも余震が相次いで発生している。

### 2011年（平成23年）
2011年（平成23年）3月11日15時8分53秒に発生。震央は北緯39度49.2分 東経142度46.0分 / 北緯39.8200度 東経142.7667度の岩手県沖で、気象庁発表のMj 7.4(Mw 7.4)の地震。青森県八戸市、岩手県盛岡市などで最大震度5弱を観測し、北海道から近畿地方にかけての広い範囲で有感となった。
この地震は東北地方太平洋沖地震の余震の一つであり、発震機構解から本震同様にプレート境界型地震であると推定される。断層の大きさは長さ約40km、幅約45kmで、主な滑りは初期破壊開始点（震源）よりも陸側の深い場所にあり、最大の滑り量は約3.9mだった。
はっきりとした観測記録は分からないものの、震源位置や深さ、規模、メカニズムから津波が発生したと考えられ、本震による津波の後続波に影響を与えたとみられる。
震度4以上の地点は次の通り。
| 震度 | 都道府県 | 震度観測点 |
| ---- | -------- | --- |
| 5弱  | 青森県   | 八戸市内丸・八戸市南郷・七戸町森ノ上・東北町上北南・五戸町古舘・青森南部町苫米地・階上町道仏・おいらせ町中下田・東通村小田野沢 |
| 5弱  | 岩手県   | 普代村銅屋・盛岡市薮川・盛岡市渋民・二戸市浄法寺町・滝沢村鵜飼・矢巾町南矢幅 |
| 4    | 北海道   | 新千歳空港・函館市泊町・函館市新浜町・むかわ町松風・新冠町北星町 |
| 4    | 青森県   | 青森市花園・青森市中央・平内町小湊・つがる市稲垣町・外ヶ浜町蟹田・藤崎町水木・八戸市湊町・平川市猿賀・十和田市西二番町・十和田市西十二番町・十和田市奥瀬・三沢市桜町・野辺地町田狭沢・野辺地町野辺地・七戸町七戸・六戸町犬落瀬・横浜町林ノ脇・横浜町寺下・東北町塔ノ沢山・六ヶ所村尾駮・三戸町在府小路町・五戸町倉石中市・田子町田子・青森南部町沖田面・青森南部町平・新郷村戸来・おいらせ町上明堂・むつ市金曲・むつ市金谷・むつ市大畑町中島・むつ市川内町・東通村砂子又沢内 |
| 4    | 岩手県   | 宮古市鍬ヶ崎・宮古市五月町・宮古市田老・宮古市茂市・久慈市川崎町・久慈市長内町・山田町八幡町・田野畑村田野畑・野田村野田・岩手洋野町種市・大船渡市大船渡町・盛岡市山王町・盛岡市馬場町・二戸市福岡・二戸市石切所・雫石町千刈田・葛巻町葛巻元木・葛巻町消防分署・葛巻町役場・岩手町五日市・八幡平市大更・九戸村伊保内・花巻市大迫町・花巻市石鳥谷町・花巻市材木町・花巻市大迫総合支所・花巻市東和町・北上市柳原町・遠野市松崎町・一関市花泉町・一関市千厩町・一関市室根町・金ケ崎町町西根・平泉町平泉・西和賀町川尻・奥州市水沢大鐘町・奥州市水沢佐倉河・奥州市江刺・奥州市前沢・奥州市衣川区 |
| 4    | 宮城県   | 気仙沼市赤岩・気仙沼市唐桑町・涌谷町新町裏・栗原市栗駒・栗原市築館・登米市中田町・登米市豊里町・南三陸町志津川・大崎市古川三日町・大崎市古川北町・丸森町鳥屋・松島町高城 |
| 4    | 秋田県   | 井川町北川尻・秋田市雄和妙法・由利本荘市桜小路・由利本荘市前郷・由利本荘市西目町沼田・にかほ市平沢・大館市桜町・大館市中城・横手市雄物川町今宿・横手市中央町・横手市平鹿町浅舞・横手市大雄・秋田美郷町土崎・大仙市大曲花園町・大仙市刈和野・大仙市高梨・大仙市太田町太田 |
| 4    | 山形県   | 酒田市飛鳥・中山町長崎 |

## その他の地震
ここでは三陸沖北部を震源とするもののうち、繰り返し発生する地震や東北地方太平洋沖地震の余震に分類されないものを扱う。三陸沖北部の南半分の領域を含む北緯39度 - 40度、東経143度 - 144度の領域ではたびたび M6から M7程度を最大とする群発地震活動が発生し、津波を観測することがある。

### 1901年（明治34年）
1901年（明治34年）8月9日にM 7.2、翌8月10日にM 7.4 (Mw 7.5)の地震が発生した。八戸群発地震とも呼ばれる。被害は一括して記載されている資料が多い。二つの地震で合わせて死傷者18人、住家全壊8棟の被害を出した。この地震から約5ヶ月半後の1902年1月30日にもM 7.0の地震が発生している。
8月9日の地震
M 7.2 震央は北緯40度30分 東経142度30分 / 北緯40.5度 東経142.5度の青森県東方沖で、青森県三戸郡での被害が大きかった。宮古近海で60cm程度の津波を観測。
8月10日の地震
M 7.4、震央は北緯40度30分 東経141度18分 / 北緯40.5度 東経141.3度の青森県東方沖で、八戸から青森にかけて津波を含め被害があった。
1902年1月30日の地震
M7.0、震央は北緯40度36分 東経142度18分 / 北緯40.6度 東経142.3度の青森県東部で、三戸・七戸・八戸などで全潰家屋3棟、死者1人。

### 1913年（大正2年）
1913年（大正2年）2月20日17時58分に日高沖の北緯41度48分 東経142度18分 / 北緯41.8度 東経142.3度でM 6.9の地震が発生し、小規模な地割れが十勝地方で発生した。同年8月1日7時6分にも北緯41度48分 東経142度30分 / 北緯41.8度 東経142.5度でM 5.7の地震があり、日高地方で壁が崩れるなどの被害があった。

### 1928年（昭和3年）
1928年（昭和3年）5月27日18時50分24秒に発生。震央は北緯40度03.7分 東経142度58.3分 / 北緯40.0617度 東経142.9717度の岩手県沖で、規模はMj 7.0（Mw 7.2）。地震調査研究推進本部ではMj 7.1-7.6の地震を評価対象としており、この地震は評価対象に加わっていない。
青森県と岩手県で最大震度4を観測した。この地震の当日に震央の南東でM 5.0，M 5.3の地震が発生していたほか、活発な地震活動は6月2日頃まで続いた。6月1日に三陸沖で発生したM 6.6の地震では本震よりも強い最大震度5が岩手県宮古市で観測されている。
震度3以上を観測した地点は次の通り。
| 震度 | 都道府県 | 観測所     |
| ---- | -------- | ---------- |
| 4    | 青森県   | 青森       |
| 4    | 岩手県   | 宮古・盛岡 |
| 3    | 北海道   | 函館       |
| 3    | 宮城県   | 石巻       |
| 3    | 秋田県   | 秋田       |

### 1931年（昭和6年）
1931年（昭和6年）3月9日12時48分42秒に発生。震央は北緯40度09.3分 東経143度19.8分 / 北緯40.1550度 東経143.3300度の三陸沖。Mは文献によって異なり、宇佐美(1998)、渡辺(1999)、宇津(1999)ではM 7.6、気象庁、2013年の地震調査委員会の報告ではMj 7.2、金森カタログではMw 7.8となっている。
北海道、青森県、岩手県で最大震度4を観測した。八戸市で壁の剥落等の被害があり、函館、青森でも被害があった。八戸で全振幅39cmの津波を観測した。
震度3以上を観測した地点は次の通り。
| 震度 | 都道府県 | 観測所           |
| ---- | -------- | ---------------- |
| 4    | 北海道   | 函館・室蘭       |
| 4    | 青森県   | 青森             |
| 4    | 岩手県   | 宮古・盛岡       |
| 3    | 北海道   | 旭川・浦河・釧路 |
| 3    | 岩手県   | 水沢観測所       |
| 3    | 宮城県   | 仙台・石巻       |
| 3    | 秋田県   | 秋田             |
| 3    | 山形県   | 山形             |
| 3    | 福島県   | 福島・小名浜     |

### 1935年（昭和10年）
1935年（昭和10年）10月18日9時11分49秒に発生。震央は北緯40度19.3分 東経144度22.2分 / 北緯40.3217度 東経144.3700度の三陸沖で、Mj 7.1（Mt 7.3, Mw 7.1）の地震。
北海道、青森県、岩手県で最大震度3を観測した。八戸で全振幅20cmの津波を観測した。
この地震では10月13日にMj 6.9(Mw 7.0)、最大震度3の地震が発生して以降、群発地震活動となりM5以上の地震が多発していた。有感地震は10月19日には落ち着いた。
震度3以上を観測した地域は次の通り。
| 震度 | 都道府県 | 観測所                 |
| ---- | -------- | ---------------------- |
| 3    | 北海道   | 函館                   |
| 3    | 青森県   | 青森                   |
| 3    | 岩手県   | 宮古・盛岡・水沢観測所 |

### 1943年（昭和18年）
1943年（昭和18年）6月13日14時11分41秒に発生。震央は北緯40度59.6分 東経142度49.5分 / 北緯40.9933度 東経142.8250度の青森県東方沖で、Mj 7.1（Mt 7.3-7.5, Mw 7.2）の地震。
北海道、青森県で最大震度4を観測した。八戸で全振幅60cm、宮古で全振幅13cmの津波を観測した。
震度3以上を観測した地点は次の通り。
| 震度 | 都道府県 | 観測所                   |
| ---- | -------- | ------------------------ |
| 4    | 北海道   | 苫小牧・浦河             |
| 4    | 青森県   | 青森・八戸               |
| 3    | 北海道   | 函館・岩見沢・浦河・帯広 |
| 3    | 岩手県   | 宮古・盛岡・水沢観測所   |
| 3    | 秋田県   | 秋田                     |

### 1945年（昭和20年）
1945年（昭和20年）2月10日15時38分0秒に発生。震央は北緯40度56.8分 東経142度22.5分 / 北緯40.9467度 東経142.3750度の青森県東方沖で、Mj7.1（Mt 7.0, Mw 7.2）の地震。
八戸市で最大震度5を観測した。八戸、小中野、三田町方面で微小被害があり、死者2人、家屋倒壊2棟の被害を出した。八戸で全振幅35cmの津波を観測した。
震度4以上を観測した地点は次の通り。
| 震度 | 都道府県 | 観測所 |
| ---- | -------- | ------ |
| 5    | 青森県   | 八戸   |
| 4    | 北海道   | 浦河   |
| 4    | 青森県   | 青森   |
| 4    | 岩手県   | 盛岡   |

### 1960年（昭和35年）
1960年（昭和35年）3月21日2時7分27秒に発生。震央は北緯39度35.7分 東経143度20.9分 / 北緯39.5950度 東経143.3483度の三陸沖で、気象庁発表のMj 7.2（Mt 7.5, Mw 8.0）の地震。
青森県と岩手県で最大震度4を観測した。八戸市で水道管破裂2ヶ所、八戸駅陸橋の橋脚部欠損、岩手県二戸郡安代町で崖崩れなどの被害があった。このほか、青森県、岩手県、山形県でわずかな被害と地変を生じた。田老で50cm、釜石市両石で60cmの津波を観測した。
前日の3月20日には震央の近傍でM 5.7、最大震度2の地震が発生していた。
震度3以上を観測した地点は次の通り。
| 震度 | 都道府県 | 観測所                                   |
| ---- | -------- | ---------------------------------------- |
| 4    | 青森県   | 青森・八戸・田名部                       |
| 4    | 岩手県   | 宮古・盛岡・雫石通報所・水沢観測所       |
| 3    | 北海道   | 函館・岩見沢・浦河・帯広                 |
| 3    | 岩手県   | 宮古                                     |
| 3    | 宮城県   | 築館通報所・鳴子通報所・仙台・石巻       |
| 3    | 秋田県   | 秋田・鷹巣通報所・横手通報所・鎧畑通報所 |
| 3    | 山形県   | 酒田・新庄                               |
| 3    | 福島県   | 福島・郡山通報所                         |

### 1989年（平成元年）
1989年（平成元年）11月2日3時25分33秒に発生。震央は北緯39度51.5分 東経143度03.2分 / 北緯39.8583度 東経143.0533度の三陸沖で、気象庁発表のMj 7.1（Mt 7.6）の地震。
青森県と岩手県で最大震度4を観測し、三沢漁港で壁面の一部落下等の被害があった。北海道から茨城県にかけて津波を観測し、津波の全振幅は久慈で105cm、宮古で92cm、浦河で63cm、八戸で60cm、日立港で66cmなどで、津波高は宮古市で53cmなど。
この地震では10月27日頃から群発地震活動となり、M 5.0以上の地震が多発していた。活発な地震活動はM 7.1の地震以降も続いた。
震度3以上を観測した地点は次の通り。
| 震度 | 都道府県 | 観測所                   |
| ---- | -------- | ------------------------ |
| 4    | 青森県   | 青森・八戸               |
| 4    | 岩手県   | 大船渡・盛岡             |
| 3    | 北海道   | 函館・苫小牧・浦河・釧路 |
| 3    | 岩手県   | 宮古                     |
| 3    | 宮城県   | 仙台・石巻               |
| 3    | 山形県   | 酒田                     |

### 1994年（平成6年）
1994年（平成6年）12月28日21時19分20秒に発生。震央は北緯40度25.8分 東経143度44.7分 / 北緯40.4300度 東経143.7450度の三陸沖で、気象庁発表のMj 7.6（Mw 7.8）の地震。

八戸市で最大震度6を観測した。津波の全振幅は久慈で170cm、津波高の最大は宮古市で55cm。被害のほとんどは青森県に集中し、家屋倒壊、死者3人の被害を出した。1995年（平成7年）1月7日には北緯40度13.4分、東経142度18.3分の岩手県沖でMj 7.2の最大余震が発生した。